# Сосман
Сосман — река в России, течёт по территории Удорского района Республики Коми. Правый приток реки Йирва.
Длина реки составляет 24 км.
Исток реки находится у восточной окраины болота Изкиаельнюр. У устья протекает через озеро Сосманты.
Именованные притоки: Сёрдъёль (правый), Вервож (правый).

## Данные водного реестра
По данным государственного водного реестра России относится к Двинско-Печорскому бассейновому округу, водохозяйственный участок реки — Мезень от истока до водомерного поста у деревни Малонисогорская. Речной бассейн реки — Мезень.
Код объекта в государственном водном реестре — 03030000112103000043803.